# Piroaurite
La piroaurite, chiamata anche piroaurite-3R (simbolo IMA: Pya), è un minerale del supergruppo dell'idrotalcite, oltre che del gruppo dell'idrotalcite, con composizione chimica Mg6Fe3+2(OH)16[CO3] • 4(H2O).
La piroaurite-2H è un politipo della piroaurite.

## Etimologia e storia
La piroaurite deve il suo nome a Lars Johan Igelström, che nel 1865 la chiamò in questo modo unendo la parola greca πυροζ ('fuoco') e la parola latina aurum ('oro'), in allusione al fatto che il minerale assume un colore giallo-dorato quando riscaldato.
La piroaurite è stata trovata la prima volta a Långban, nei pressi di Filipstad (nella provincia del Värmland, in Svezia), che è la sua località tipo.
Gli studi mediante la diffrazione dei raggi X sul campione tipo hanno dimostrato che conteneva fasi esagonali e trigonali coesistenti (Aminoff e Broome 1933). Frondel (1941) riservò il nome piroaurite per la fase esagonale, e il nome sjögrenite fu introdotto per la fase trigonale.
Nel 2012, il supergruppo dell'idrotalcite è stato riorganizzato e la piroaurite è stata ridefinita incorporando l'ex sjögrenite con due politipi, la piroaurite-3R (cioè la piroaurite) e la pyroaurite-2H (precedentemente sjögrenite). Entrambi i politipi possono verificarsi in un singolo cristallo, con la fase 2H al centro e la fase 3R al bordo (Almann 1968, citato da Mills et al. 2012).

## Classificazione
Nella nona edizione della sistematica dei minerali di Strunz, aggiornata dall'Associazione Mineralogica Internazionale (IMA) fino al 2009, elenca la piroaurite nella classe "5. Carbonati (nitrati)" e da lì nella sottoclasse "5.D Carbonati con anioni aggiuntivi, con H2O"; questa è ulteriormente suddivisa in base alle dimensioni dei cationi coinvolti, in modo che il minerale possa essere trovato nella sezione nº 5.DA.50 insieme a comblainite, desautelsite, reevesite, takovite, idrotalcite e stichtite.
Nella Classificazione Strunz-mindat, che è il prosieguo della nona edizione sul database "mindat.org", la piroaurite conserva la medesima classificazione.
Nella Sistematica dei lapis (Lapis-Systematik) di Stefan Weiß la piroaurite si trova nella classe dei "nitrati, carbonati e borati" e da lì nella sottoclasse dei "carbonati idrati, con anioni estranei", dove forma il "gruppo dell'idrotalcite" con il sistema nº V/E.03 insieme all'idrotalcite, stichtite, desautelsite, takovite, reevesite, comblainite, fougèrite, trébeurdenite, sergeevite, karchevskyite e putnisite.
Nella classificazione dei minerali secondo Dana la piroaurite è elencata nella classe degli "idrati carbonati contenenti idrossile o alogeno" e da lì nella sottoclasse "gruppo idrotalcite-sjögrenite (sottogruppo idrotalcite: romboedrico) con composizione AmBn(XO3)pZq • H2O & with (m+n):p = 8:1" dove forma la sezione nº 16b.06.02 insieme a idrotalcite, stichtite, desautelsite e droninoite.

## Abito cristallino
La piroaurite cristallizza nel sistema trigonale nel gruppo spaziale R3m (gruppo nº 166) con i parametri reticolari a = 3,1094(2) Å, c = 23,4117(9) Å oltre a 3/8 unità di formula per cella unitaria.

## Modificazioni e varietà
La piroaurite-2H, chiamata precedentemente sjögrenite, è un politipo della piroaurite; cristallizza nel sistema esagonale nel gruppo spaziale P63/mmc (gruppo nº 194) con i parametri reticolari a = 3,113(3) Å e c = 15,61(1) Å.
La brugnatellite è un minerale del supergruppo dell'idrotalcite inizialmente riconosciuto dall'IMA come un minerale a sè, ma ultimamente è passato nella categoria questionable (discutibile) perché c'è il sospetto che possa essere identico alla piroaurite.

## Origine e giacitura
La piroaurite si forma nelle vene idrotermali a bassa temperatura, nella serpentinite e nelle ofioliti, oltre a essere un prodotto di alterazione autigenico; la si trova associata a piroaurite-2H, calcite, magnesite, aragonite, idromagnesite, artinite, dolomite, brucite, clinopirosseno, olivina, talco, flogopite e spinello.
In Italia la piroaurite è stata trovata a Montjovet (Val d'Aosta); Coli (Emilia Romagna); Lanzada (Lombardia); Lessolo (Piemonte); Teulada (Sardegna); ad Ala e Terragnolo (Trentino-Alto Adige); Brentino Belluno, Cogollo del Cengio, Laghi, Posina, Tonezza del Cimone e Valdastico (Veneto).
Altre località sono sparse per il mondo. Per citarne alcune: Doganbaba e Alacakaya (Turchia); nell'Aberdeenshire e le isole Shetland (Scozia); negli oblast' di Chelyabinsk, Irkutsk, Murmansk e Sverdlovsk (Russia); a Modum e Bergen (Norvegia); Mogok (Birmania).
Ci sono stati ritrovamenti in diverse contee degli Stati Uniti (contee di Fresno, San Benito, San Francisco e Sonoma, tutte in California, contee di Lancaster e Lebanon, in Pennsylvania, solo per citarne alcune), in Spagna, Polonia, Marocco, Romania, Nuova Zelanda, Kazakistan, Giappone, Germania e Francia.